# Брителу (Понте-да-Барка)
Брителу (порт. Britelo) — район (фрегезия) в Португалии, входит в округ Виана-ду-Каштелу. Является составной частью муниципалитета Понте-да-Барка. По старому административному делению входил в провинцию Минью. Входит в экономико-статистический субрегион Минью-Лима, который входит в Северный регион. Население составляет 614 человека на 2001 год. Занимает площадь 12,89 км².